# Chełmża
Chełmża este un oraș în Polonia.